# Vall de Ebo
Vall de Ebo (en valenciano y oficialmente, La Vall d'Ebo) es un municipio de la Comunidad Valenciana, España. Situado en el noreste de la provincia de Alicante, en la comarca de la Marina Alta. Cuenta con una población de 230 habitantes (INE 2024).
El municipio aparecía como Vall de Evo en el censo de 1842. Luego se denominó Vall de Ebo hasta que en 2007 cambió su denominación por la actual en lengua valenciana. La denominación castellanizada Valle de Ebo no aparece como oficial en ningún registro histórico del INE.

## Geografía

Localización de Vall de Ebo respecto a la Marina Alta

El hito más interesante de Ebo es el paisaje de sus 32,4 km² del término donde encontramos el río Ebo (o Girona).
Se accede a esta localidad por carretera, desde Alicante, a través de la N-332, tomando luego la CV-700 para acceder a Pego y enlazar con la CV-712.
El término de Vall de Ebo limita con los términos municipales de Adsubia, Castell de Castells, Orba, Pego, Tollos, Valle de Alcalá, Vall de Gallinera y Vall de Laguart.

## Historia
La cueva Fosca es un importante sitio paleolítico con varios grabados y también un yacimiento que ha permitido datar las pinturas de arte levantino.
Son pocos los datos históricos conocidos sobre este municipio en el que se han encontrado restos neolíticos, calcolíticos y de la Edad del Bronce. Aún se pueden encontrar en el valle restos de las alquerías que la componían y que, con sus topónimos, delaten su origen moro: Bisbilan, Ben icid, Benicais, Serra, Benisuai, Millans, Cairola, Beneseit y La Solana. Ebo es la única que sobrevivió a la expulsión de 1609. Después de unirse a la revuelta de Al-Azraq fue repoblada, por su primer señor, Bernardo de Sarriá, con cristianos mallorquines.

## Geografía humana

### Demografía
Cuenta con una población de 230 habitantes (INE 2024).
| Gráfica de evolución demográfica de Vall de Ebo entre 1842 y 2021 |
| |
| Población de derecho según los censos de población del INE. Población de hecho según los censos de población del INE.En este censo se denominaba Vall de Evo: 1842. En estos censos se denominaba Vall de Ebo: 1857, 1860, 1877, 1887, 1897, 1900, 1910, 1920, 1930, 1940, 1950, 1960, 1970, 1981, 1991 y 2001. |

### Economía
Su economía ha sido tradicionalmente agropecuaria, lo cual explicaría la intensa deforestación de su término. Su agricultura es la típica de secano: olivo, cereal, almendro y algarrobo. También se cultivan algunos frutales y hortalizas. La propiedad de la tierra se encuentra ampliamente distribuida.

## Administración y política
| Periodo   | Nombre                   | Partido   |
| --------- | ------------------------ | --------- |
| 1979-1983 | Juan Monfort Pedor       | PSPV-PSOE |
| 1983-1987 | Juan Frau Mengual        | PSPV-PSOE |
| 1987-1991 | Juan Frau Mengual        | PSPV-PSOE |
| 1991-1995 | Juan Frau Mengual        | PSPV-PSOE |
| 1995-1999 | Juan Frau Mengual        | PSPV-PSOE |
| 1999-2003 | Juan Frau Mengual        | PSPV-PSOE |
| 2003-2007 | Juan Frau Mengual        | PSPV-PSOE |
| 2007-2011 | Rafel Llodrà i Masanet   | PSPV-PSOE |
| 2011-2015 | Rafel Llodrà i Masanet   | PSPV-PSOE |
| 2015-2019 | Rafel Llodrà i Masanet   | PSPV-PSOE |
| 2019-2023 | Leonor N. Jiménez Damaso | PSPV-PSOE |
| 2023-act. | Sara Moll Montaner       | Compromís |

## Patrimonio
- Iglesia barroca de San Miguel. Conserva una talla de la Virgen de los Desamparados del siglo XVII, de la escuela de Vergara.
- Cueva del Rull* : situada en el municipio, posee importantes valores geológicos. La cavidad está desarrollada en conglomerados calcáreos de edad miocena (entre 23,5 y 5,3 millones de años de antigüedad) y se localiza en la unidad geológica del Prebético. Presenta abundantes espeleotemas con orígenes y morfologías variadas como son las estalagmitas, estalactitas, coladas, banderas, etc.

## Fiestas
- Fiestas patronales. Se celebran durante la primera semana de agosto.

Durante la década de 1990, se celebró una feria de notable éxito llamada La Feria del Trueque.

## Ciudades hermanadas y acuerdos de amistad

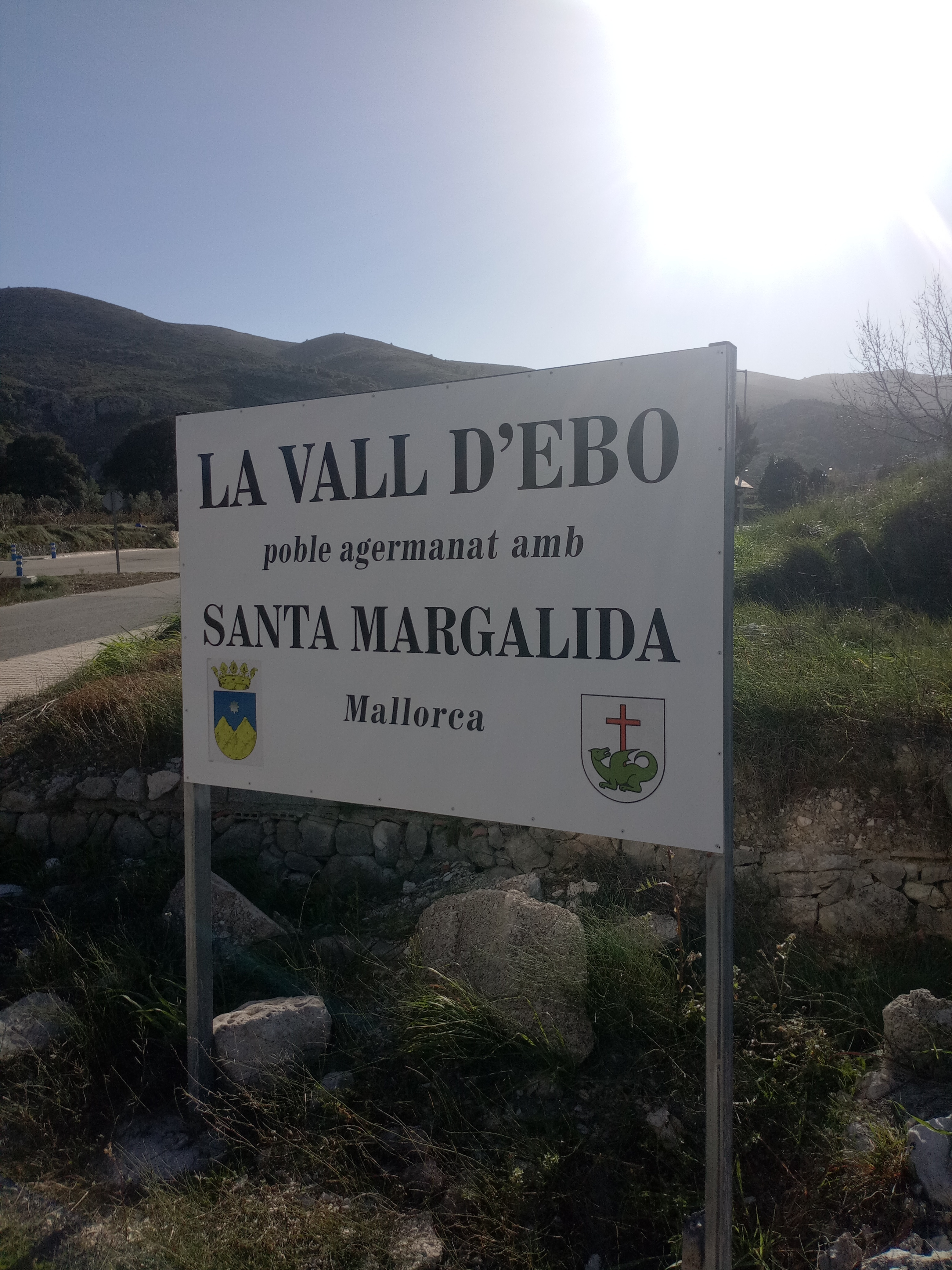
Hermanamiento con Santa Margarita (Baleares)

En septiembre del 2012 se celebró el hermanamiento entre la localidad mallorquina de Santa Margarita (Baleares) y Vall de Ebo.
- Santa Margarita (Baleares), España